# Roque Baños
Roque Baños López (Jumilla, 1 mei 1968) is een Spaans componist van voornamelijk filmmuziek.
Baños is afgestudeerd aan het Berklee College of Music in Boston en heeft sindsdien de muziek van zowel Spaanse als Engelstage films gecomponeerd. Hij ontving talloze prijzen voor zijn compositorische werk, waaronder drie Goya filmprijzen voor beste filmmuziek.
Hij werd geboren in Jumilla een gemeente in de Spaanse regio Murcia. Zijn vader speelde saxofoon, het muziekinstrument waarmee hijzelf ook zijn eerste studie volbracht aan het conservatorium in Murcia. In 1986 verhuisde Baños naar de Spaanse hoofdstad, waar hij een opleiding saxofoon, piano, contrapunt, compositie, instrumentatie en dirigeren aan het Real Conservatorio Superior de Musica de Madrid voltooide. In 1993 ontving hij een beurs van het Ministerie van Cultuur om te kunnen studeren aan het Berklee College of Music. Daar is hij in 1995 afgestudeerd met het behalen van Cum laude in composities voor film en jazz.
Bij terugkomst in zijn geboorteland begon hij muziek te componeren voor het witte doek, mede dankzij onder meer de filmregisseurs Álex de la Iglesia en Carlos Saura. Baños eerste compositie voor een Amerikaanse filmproductie was de horrorfilm Evil Dead uit 2013.

## Filmografie
- 1997: Carreteras secundarias
- 1998: Torrente, el brazo tonto de la ley
- 1998: Una pareja perfecta
- 1998: No se lo digas a nadie
- 1999: Muertos de risa
- 1999: Goya en Burdeos
- 1999: El corazón del guerrero
- 1999: Segunda piel
- 2000: El árbol del penitente
- 2000: Sexy Beast
- 2000: La comunidad
- 2000: Obra maestra
- 2001: Lázaro de Tormes
- 2001: Torrente 2: Misión en Marbella
- 2001: La voz de su amo
- 2001: Tuno negro
- 2001: Buñuel y la mesa del rey Salomón
- 2002: No somos nadie
- 2002: El otro lado de la cama
- 2002: Salomé
- 2002: El robo más grande jamás contado
- 2002: 800 balas
- 2003: La flaqueza del bolchevique
- 2004: The Machinist
- 2004: El séptimo día
- 2004: Isi/Disi – Amor a lo bestia
- 2004: Crimen ferpecto
- 2005: Rosario Tijeras
- 2005: Fragile
- 2005: Iberia
- 2005: Torrente 3: El protector
- 2005: Los 2 lados de la cama
- 2006: The Kovak Box
- 2006: Alatriste
- 2006: Isi & Disi, alto voltaje
- 2007: Las 13 rosas
- 2008: The Oxford Murders
- 2008: Violanchelo
- 2008: Diario de una ninfómana
- 2009: Siete minutos
- 2009: Celda 211
- 2009: Las viudas de los jueves
- 2009: Rose et noir
- 2010: Tensión sexual no resuelta
- 2010: Balada triste de trompeta
- 2011: La daga de Rasputín
- 2011: Torrente 4: Lethal Crisis
- 2011: Intruders
- 2012: La montaña rusa
- 2013: Evil Dead
- 2013: Tres 60
- 2013: Septimo
- 2013: Oldboy
- 2014: El Niño
- 2014: Cantinflas
- 2014: Torrente 5: Operación Eurovegas
- 2015: Regression
- 2015: Ocho apellidos catalanes
- 2015: In the Heart of the Sea
- 2016: Risen
- 2016: Don't Breathe
- 2016: Nuestros amantes
- 2016: 1898: Los últimos de Filipinas
- 2017: Zona hostil
- 2018: The Commuter
- 2018: Sin rodeos
- 2018: The Miracle Season
- 2018: The Man Who Killed Don Quixote
- 2018: The Girl in the Spider's Web
- 2018: Miamor perdido
- 2019: Padre no hay más que uno
- 2020: Adú